# Yalennis Castillo Ramírez
Yalennis Castillo Ramírez (21 de mayo de 1986) es una deportista cubana que compite en judo.
Participó en dos Juegos Olímpicos de Verano en los años 2008 y 2016, obteniendo una medalla de plata en la edición de Pekín 2008 en la categoría de –78 kg. En los Juegos Panamericanos consiguió dos medallas en los años 2011 y 2015.
Ganó diez medallas en el Campeonato Panamericano de Judo entre los años 2004 y 2016.

## Palmarés internacional
| Juegos Olímpicos        | Juegos Olímpicos              | Juegos Olímpicos  | Juegos Olímpicos |
| Año                     | Lugar                         | Medalla           | Categoría        |
| ----------------------- | ----------------------------- | ----------------- | ---------------- |
| 2008                    | Pekín (China)                 | Medalla de plata  | –78 kg           |
| Juegos Panamericanos    |                               |                   |                  |
| Año                     | Lugar                         | Medalla           | Categoría        |
| 2011                    | Guadalajara (México)          | Medalla de bronce | –78 kg           |
| 2015                    | Toronto (Canadá)              | Medalla de bronce | –78 kg           |
| Campeonato Panamericano |                               |                   |                  |
| Año                     | Lugar                         | Medalla           | Categoría        |
| 2004                    | Isla de Margarita (Venezuela) | Medalla de bronce | –78 kg           |
| 2004                    | Isla de Margarita (Venezuela) | Medalla de bronce | Abierta          |
| 2006                    | Buenos Aires (Argentina)      | Medalla de oro    | –70 kg           |
| 2008                    | Miami (Estados Unidos)        | Medalla de plata  | –70 kg           |
| 2010                    | San Salvador (El Salvador)    | Medalla de plata  | –78 kg           |
| 2011                    | Guadalajara (México)          | Medalla de bronce | –78 kg           |
| 2012                    | Montreal (Canadá)             | Medalla de plata  | –78 kg           |
| 2014                    | Guayaquil (Ecuador)           | Medalla de oro    | –78 kg           |
| 2015                    | Edmonton (Canadá)             | Medalla de bronce | –78 kg           |
| 2016                    | La Habana (Cuba)              | Medalla de bronce | –78 kg           |